# Chelonus isolatus
Chelonus isolatus är en stekelart som beskrevs av Mccomb 1968. Chelonus isolatus ingår i släktet Chelonus och familjen bracksteklar. Inga underarter finns listade i Catalogue of Life.